# Xindianzi
Xindianzi (kinesiska: 新店子, 新店子乡) är en socken i Kina. Den ligger i den autonoma regionen Inre Mongoliet, i den norra delen av landet, omkring 75 kilometer sydost om regionhuvudstaden Hohhot.
Genomsnittlig årsnederbörd är 627 millimeter. Den regnigaste månaden är juli, med i genomsnitt 197 mm nederbörd, och den torraste är januari, med 3 mm nederbörd.